# Acinonyx aicha
Acinonyx aicha là một loài báo từng sinh sống tại Marốc được mô tả bởi Geraads vào năm 1997 , chúng thuộc chi Acinonyx.